# Vall de los Ingenios
El Valle de los Ingenios, situat a la Província de Sancti Spíritus, al centre de Cuba, és una extensa plana de forma triangular que abasta al voltant de 250 km² i comprèn en el seu interior les valls de San Luis, Agabama-Meyer i Santa Rosa, a més de la plana costanera del sud, delta del riu Manatí. Juntament amb la ciutat de Trinidad, va ser reconegut per la UNESCO com a Patrimoni de la Humanitat l'any 1988.